# Mono Inc.
Mono Inc. est un groupe de dark rock et metal alternatif allemand originaire de Hambourg, fondé en 2000.

## Histoire
Le groupe Mono69 est formé en 1998 et comprend alors le chanteur et bassiste Miki Mono, le chanteur et batteur Martin Engler et le guitariste Carl Fornia. Il prend le nom de Mono Inc. en 2000.
En 2003, le bassiste Manuel Antonio intègre la formation.
Les influences de Mono Inc. sont diverses, allant de The Cure à Metallica. Le premier album Head Under Water sort en 2004 chez No Cut Records, connaît un certain succès, mais des tensions apparaissent entre Miki Mono et Martin Engler, et Miki quitte la formation ; Martin passe au chant et est remplacé aux percussions par la batteuse Katha Mia.
Suivent le maxi-single Somberland en 2006 et l'album Temple of the Torn en 2007, puis le single Teach Me to Love avec la collaboration de Lisa Middelhauve de Xandria, et l'album Pain, Love & Poetry en 2008. Le groupe réalise alors des tournées en Europe, mais c'est en 2010 qu'il commence à connaître une popularité significative, confirmée en 2011 par la bonne réception de Viva Hades qui en fait un élément attendu des festivals en Europe.
En 2012, After The War est à la 6e place dans les charts allemands Album Top 100 (de), puis Nimmermehr atteint la 3e place en 2013, Mono Inc. s'impose alors comme un des groupes majeurs de la mouvance gothique allemande. L'album Terlingua en 2015, avec des chansons en allemand et en anglais, est dans la continuité des précédents, mêlant electro, gothique et new-wave.
Le groupe reçoit également la collaboration du musicien Joachim Witt sur l'album Nimmermehr et sur Together Till The End, album metal gothique aux accents mélodieux sorti en 2017.
L'album Welcome To Hell, sorti en 2018, atteint la 2e place des charts allemands et se distingue par un caractère plus symphonique.

## Membres

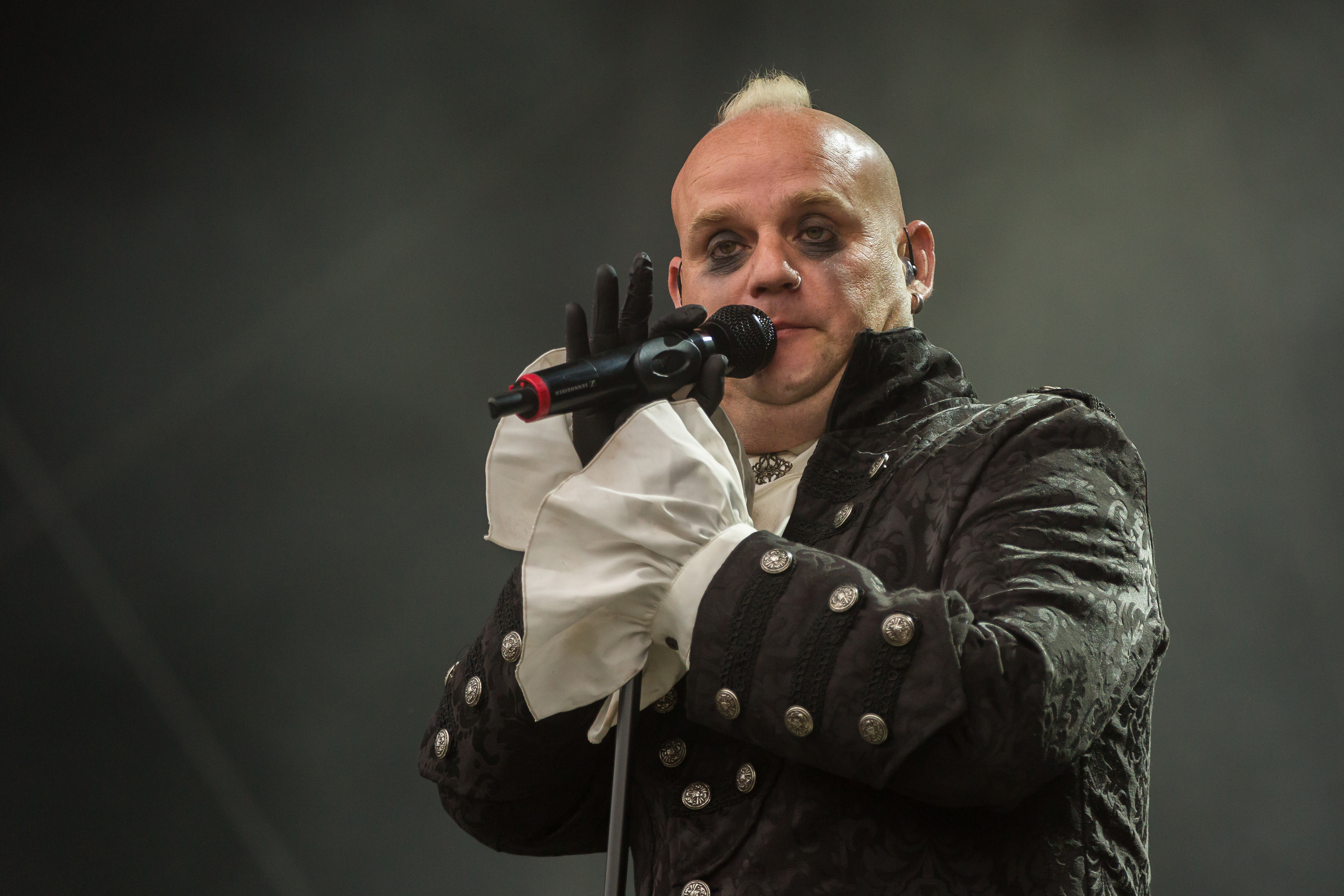
Martin Engler, chant
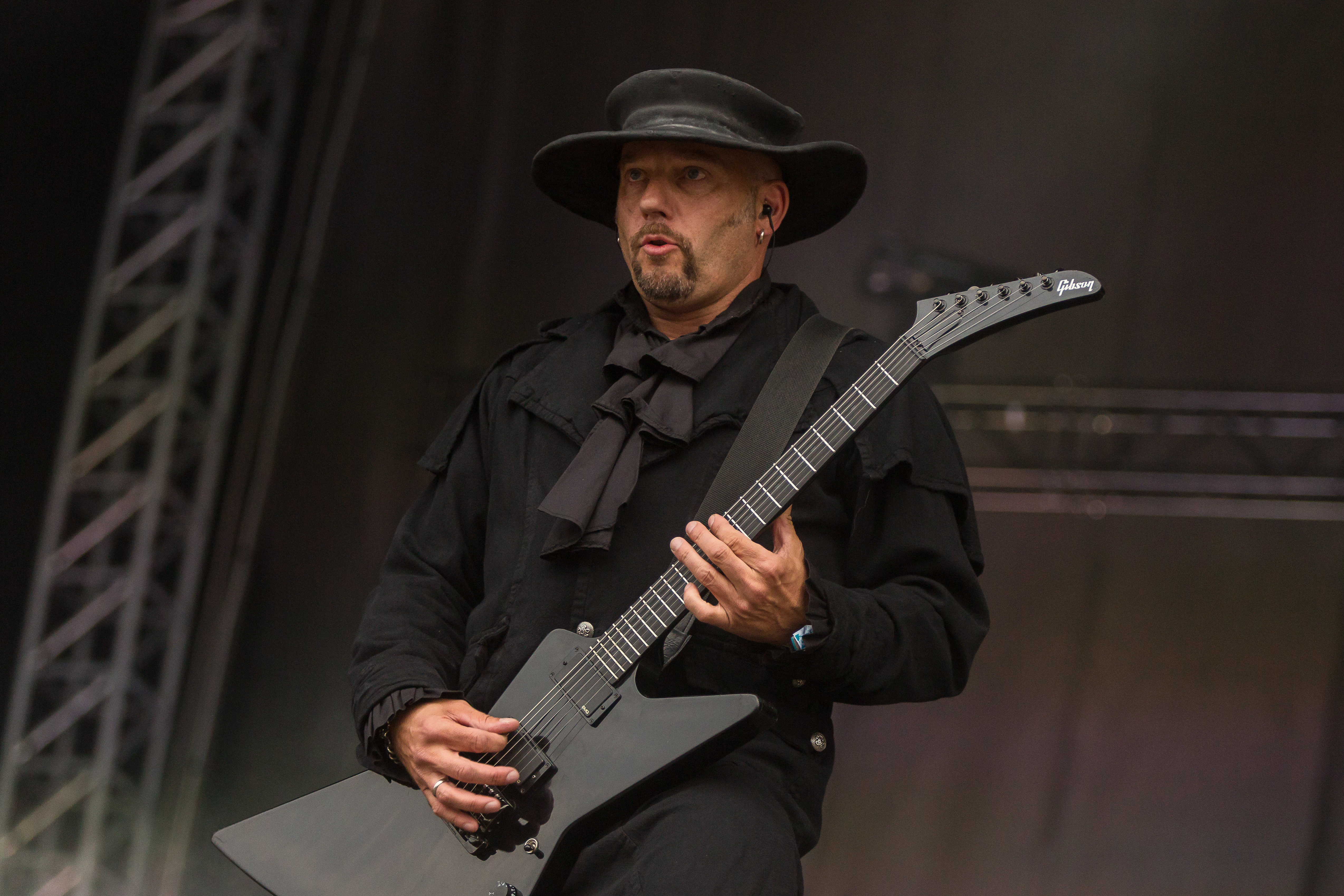
Carl Fornia, guitare
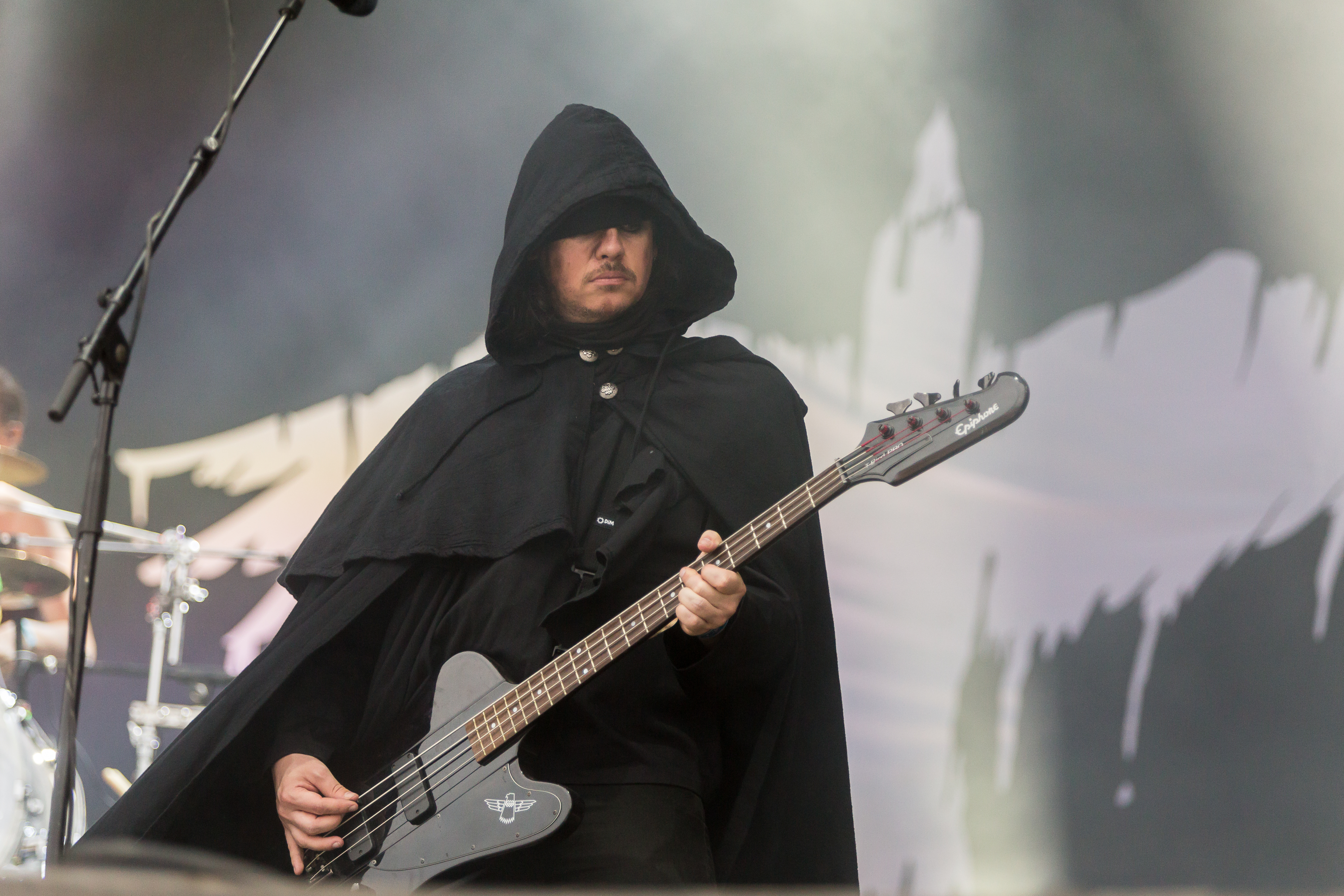
Manuel Antoni, basse
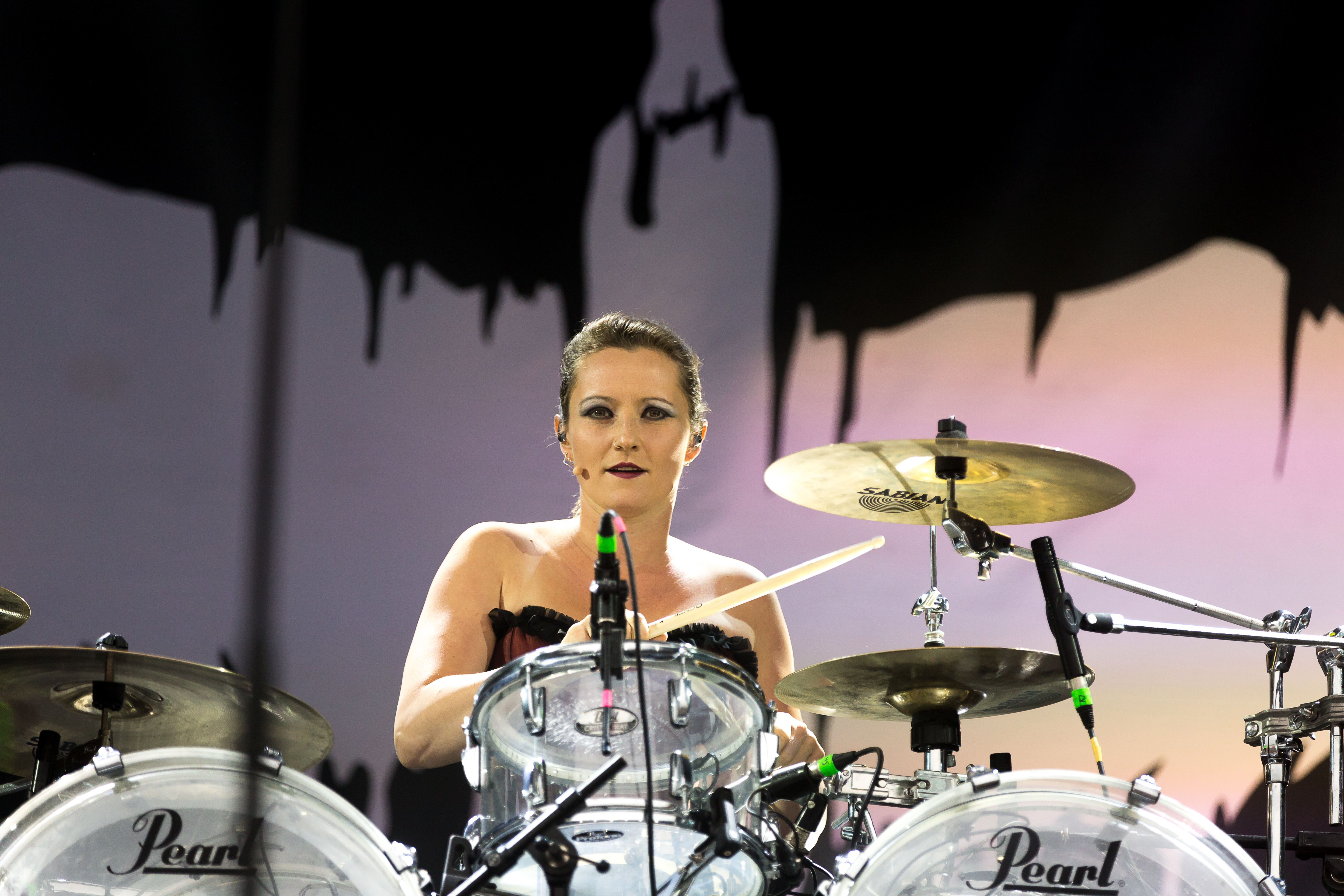
Katha Mia, batteuse

## Discographie

### Albums studio
- 2004 : Head Under Water
- 2007 : Temple of the Torn
- 2008 : Pain, Love & Poetry
- 2009 : Voices of Doom
- 2011 : Viva Hades
- 2012 : After the War
- 2013 : Nimmermehr
- 2015 : Terlingua
- 2017 : Together Till the End
- 2018 : Welcome to Hell
- 2020 : The Book Of Fire
- 2023 : Ravenblack

### Albums live
- 2016 : Mono Inc. - Live
- 2019 : Symphonic Live

### Compilations
- 2014 : The Clock Ticks On 2004–2014
- 2017 : Symphonies Of Pain - Hits And Rarities

### Singles
- 2004 : Burn Me
- 2006 : Somberland
- 2007 : Temple of the Torn
- 2007 : In My Heart
- 2008 : Teach Me to Love
- 2008 : Sleeping My Day Away
- 2008 : Get Some Sleep
- 2009 : This is the Day
- 2009 : Voices of Doom
- 2011 : Symphony of Pain
- 2011 : Revenge
- 2012 : After the War
- 2012 : Arabia
- 2012 : Wave No Flag / From The Ashes''
- 2013 : My Deal with God
- 2013 : Heile, heile Segen
- 2013 : Kein Weg zu weit (feat. Joachim Witt)
- 2015 : Heiland (annexe de Sonic Seducer 5/15)
- 2015 : Tag X
- 2015 : Chasing Cars
- 2016 : Avalon (Unplugged)
- 2016 : Children Of The Dark (feat. Joachim Witt, Tilo Wolff und Chris Harms)
- 2017 : Boatman (feat. VNV Nation)
- 2017 : Beggars and Kings
- 2018 : Welcome to Hell
- 2018 : A Vagabond's Life
- 2018 : Long Live Death
- 2018 : Risk It All (Symphonic version)